# Uncinocythere occidentalis
Uncinocythere occidentalis är en kräftdjursart som först beskrevs av Eugene N. Kozloff och Charles Otis Whitman 1954.  Uncinocythere occidentalis ingår i släktet Uncinocythere och familjen Entocytheridae. Inga underarter finns listade i Catalogue of Life.